# Ahmed Ghanem (lekkoatleta)
Ahmed Abdel Halim Abdel Rahman Ghanem (arab. ‏أحمد عبدالحليم عبدالرحمن غانم‎; ur. 12 stycznia 1959) – egipski lekkoatleta, płotkarz i sprinter.
Srebrny (1990) i brązowy (1984) medalista mistrzostw Afryki w biegu na 400 metrów przez płotki. Dwukrotny złoty medalista mistrzostw panarabskich na tym dystansie (1987 i 1989). W 1985 podczas mistrzostw Afryki Wschodniej i Centralnej zdobył złoty medal na 400 metrów przez płotki z czasem 49,74 (rekord Egiptu). Na tym samym dystansie zdobył w 1983 brąz igrzysk śródziemnomorskich.
Podczas igrzysk olimpijskich w 1984 i 1988 odpadł w eliminacjach na 400 metrów przez płotki.
Wielokrotny mistrz Egiptu na różnych dystansach.

## Rekordy życiowe
- Bieg na 400 metrów przez płotki – 49,74 (1985) rekord Egiptu[6]
- Bieg na 400 metrów (hala) – 48,25 (1987) rekord Egiptu[9]

Ghanem jest także rekordzistą kraju w sztafecie 4 × 400 metrów (3:08,18 w 1985).